# Klunatkovití
Klunatkovití (Centriscidae) jsou čeleď mořských paprskoploutvých ryb z řádu Syngnathiformes. Tato nepočetná skupina zahrnuje k červnu 2025 pouze 13 druhů v pěti žijících rodech. Těmito rody jsou Aeoliscus Jordan & Starks, 1902 a Centriscus Linnaeus, 1758 v podčeledi Centriscinae a Centriscops Gill, 1862, Macroramphosus Lacepède, 1803 a Notopogon Regan, 1914 v podčeledi Macroramphosinae.
Obě podčeledi mohou být klasifikovány i jako samostatné čeledi, druhá jmenovaná nese v takovém případě české jméno špičatkovití.
Tyto ryby dorůstají délky až 30 cm (v případě špičatek, klunatky bývají menší). Pravé klunatky mají protáhlé a zploštělé tělo, s tenkým rypcem a ostrou hranou na břiše. Měkké paprsky hřbetní ploutve i ocasní ploutev se u nich atypicky lokalizují na spodní straně těla, zatímco první trn hřbetní ploutve je rovnoběžný se hřbetem. Špičatky mají – podobně jako pravé klunatky – nápadně zploštělé tělo a protáhlý rypec, ovšem se „standardní“ polohou ploutví. Na hřbetě jim vyrůstá 4–8 trnů, které jsou navzájem spojené membránou. Zvláště druhý trn bývá velmi dlouhý. Pro obě skupiny je charakteristická přítomnost kostěných destiček na těle.
Pravé klunatky se ve vodním sloupci pohybují hlavou dolů a živí se malým zooplanktonem.